# Euphorbia antiquorum
Euphorbia antiquorum ist eine Pflanzenart aus der Gattung Wolfsmilch (Euphorbia) in der Familie der Wolfsmilchgewächse (Euphorbiaceae).

## Beschreibung
Die sukkulente Euphorbia antiquorum bildet Sträucher oder Bäume mit einer runden Krone und bis 10 Meter Höhe oder höher aus. Die mehrfach verzweigten Triebe sind drei- bis fünfkantig, an den Kanten leicht geflügelt und ebendiese auch mit buchtigen Zähnen besetzt. Es werden kleine Dornschildchen und Dornen bis 6 Millimeter Länge ausgebildet. Die eiförmigen, kurzlebigen und nahezu sitzenden Blätter werden etwa 5 Millimeter lang und 4 Millimeter breit.
Es werden einzelne einfache Cymen gebildet, die an 8 Millimeter langen Stielen stehen. Die Cyathien werden etwa 7 Millimeter groß. Die länglichen  Nektardrüsen sind gelblich gefärbt und berühren sich. Die stumpf gelappte Frucht erreicht im Durchmesser 8 Millimeter und steht an einem 2 Millimeter langen Stiel. Der kugelförmige Samen ist glatt und wird 2 Millimeter groß. 

## Verbreitung und Systematik
Euphorbia antiquorum ist in Indien, Pakistan, Sri Lanka, Myanmar, Indochina und in Thailand in trockenen und immergrünen Wäldern in Höhenlagen von bis zu 750 Metern verbreitet.
Die Erstbeschreibung der Art erfolgte 1753 durch Carl von Linné. Sie ist die Typusart der Gattung Euphorbia.